# Mary Pierce
Mary Caroline Pierce (Montreal, 15 januari 1975) is een voormalig tennisspeelster uit Frankrijk.
Pierce is geboren in Canada, maar omdat haar moeder Frans is, heeft zij eveneens de Franse nationaliteit. Zij was actief in het proftennis van 1989 tot en met 2006. Haar bijnaam luidde The Body, onder meer naar aanleiding van het feit dat zij als een van de eerste speelsters begon met het zogenaamde krachttennis. Zij had geen kledingsponsor en ontwierp haar outfits zelf.
Eind oktober 2006 sloeg het noodlot toe. Op het WTA-toernooi van Linz liep zij tijdens haar wedstrijd tegen de Russin Vera Zvonarjova een zware knieblessure op waarbij zij de kruisbanden scheurde. Op 9 juni 2007 kondigde zij haar comeback aan tijdens de prijsuitreiking van Roland Garros 2007. Van een comeback was echter geen sprake en eind 2008 trok zij zich definitief terug uit het internationale tenniscircuit.
In 2019 werd zij opgenomen in de internationale Tennis Hall of Fame.

## Posities op deWTA-ranglijst
Positie per einde seizoen:
| jaar | rang enkelspel | rang dubbelspel |
| ---- | -------------- | --------------- |
| 2006 | 79             | –               |
| 2005 | 5              | 119             |
| 2004 | 29             | 86              |
| 2003 | 33             | 30              |
| 2002 | 52             | 222             |
| 2001 | 130            | 137             |
| 2000 | 7              | 9               |
| 1999 | 5              | 20              |
| 1998 | 7              | 56              |
| 1997 | 7              | 55              |
| 1996 | 24             | –               |
| 1995 | 5              | 103             |
| 1994 | 5              | 35              |
| 1993 | 12             | 117             |
| 1992 | 13             | 40              |
| 1991 | 26             | 49              |
| 1990 | 107            | 75              |
| 1989 | 243            | 274             |

## Palmares
| Legenda                |
| ---------------------- |
| Grandslamtoernooi      |
| Olympische Spelen      |
| Year-End Championships |
| Tier I                 |
| Tier II                |
| Tier III               |
| Tier IV & V            |

### WTA-finaleplaatsen enkelspel
| nr.              | finale     | toernooi          | ondergrond    | tegenstandster          | score          |         |
| ---------------- | ---------- | ----------------- | ------------- | ----------------------- | -------------- | ------- |
| gewonnen finales |            |                   |               |                         |                |         |
| 01.              | 1991-07-14 | WTA Palermo       | gravel        | Sandra Cecchini         | 6-0, 6-3       | details |
| 02.              | 1992-02-23 | WTA Cesena        | tapijt (i)    | Catherine Tanvier       | 6-1, 6-1       | details |
| 03.              | 1992-07-12 | WTA Palermo       | gravel        | Brenda Schultz          | 6-1, 6-7, 6-1  | details |
| 04.              | 1992-11-01 | WTA San Juan      | hardcourt     | Gigi Fernández          | 6-1, 7-5       | details |
| 05.              | 1993-10-17 | WTA Filderstadt   | hardcourt (i) | Natallja Zverava        | 6-3, 6-3       | details |
| 06.              | 1995-01-29 | Australian Open   | hardcourt     | Arantxa Sánchez Vicario | 6-3, 6-2       | details |
| 07.              | 1995-09-24 | WTA Nichirei      | hardcourt     | Arantxa Sánchez Vicario | 6-3, 6-3       | details |
| 08.              | 1997-05-11 | WTA Rome          | gravel        | Conchita Martínez       | 6-4, 6-0       | details |
| 09.              | 1998-02-15 | WTA Parijs        | tapijt (i)    | Dominique Van Roost     | 6-3, 7-5       | details |
| 10.              | 1998-04-12 | WTA Amelia Island | gravel        | Conchita Martínez       | 6-7, 6-0, 6-2  | details |
| 11.              | 1998-10-25 | WTA Moskou        | tapijt (i)    | Monica Seles            | 7-6, 6-3       | details |
| 12.              | 1998-10-31 | WTA Luxemburg     | tapijt (i)    | Silvia Farina           | 6-0, 2-0, opg. | details |
| 13.              | 1999-10-31 | WTA Linz          | tapijt (i)    | Sandrine Testud         | 7-6, 6-1       | details |
| 14.              | 2000-04-23 | WTA Hilton Head   | gravel        | Arantxa Sánchez Vicario | 6-1, 6-0       | details |
| 15.              | 2000-06-11 | Roland Garros     | gravel        | Conchita Martínez       | 6-2, 7-5       | details |
| 16.              | 2004-06-19 | WTA Rosmalen      | gras          | Klára Koukalová         | 7-6, 6-2       | details |
| 17.              | 2005-08-07 | WTA San Diego     | hardcourt     | Ai Sugiyama             | 6-0, 6-3       | details |
| 18.              | 2005-10-16 | WTA Moskou        | tapijt (i)    | Francesca Schiavone     | 6-4, 6-3       | details |
| verloren finales |            |                   |               |                         |                |         |
| 01.              | 1993-07-11 | WTA Palermo       | gravel        | Radka Bobková           | 3-6, 2-6       | details |
| 02.              | 1994-03-27 | WTA Houston       | gravel        | Sabine Hack             | 5-7, 4-6       | details |
| 03.              | 1994-06-05 | Roland Garros     | gravel        | Arantxa Sánchez Vicario | 4-6, 4-6       | details |
| 04.              | 1994-10-02 | WTA Leipzig       | tapijt (i)    | Jana Novotná            | 5-7, 1-6       | details |
| 05.              | 1994-10-16 | WTA Filderstadt   | hardcourt (i) | Anke Huber              | 4-6, 2-6       | details |
| 06.              | 1994-11-13 | WTA Philadelphia  | tapijt (i)    | Anke Huber              | 0-6, 7-6, 5-7  | details |
| 07.              | 1995-02-19 | WTA Parijs        | tapijt (i)    | Steffi Graf             | 2-6, 2-6       | details |
| 08.              | 1995-10-08 | WTA Zürich        | tapijt (i)    | Iva Majoli              | 4-6, 4-6       | details |
| 09.              | 1996-04-14 | WTA Amelia Island | gravel        | Irina Spîrlea           | 7-6, 4-6, 3-6  | details |
| 10.              | 1997-01-26 | Australian Open   | hardcourt     | Martina Hingis          | 2-6, 2-6       | details |
| 11.              | 1997-04-13 | WTA Amelia Island | gravel        | Lindsay Davenport       | 2-6, 3-6       | details |
| 12.              | 1997-05-18 | WTA Berlijn       | gravel        | Mary Joe Fernandez      | 4-6, 2-6       | details |
| 13.              | 1997-11-23 | WTA Championships | tapijt (i)    | Jana Novotná            | 6-7, 2-6, 3-6  | details |
| 14.              | 1998-08-09 | WTA San Diego     | hardcourt     | Lindsay Davenport       | 3-6, 1-6       | details |
| 15.              | 1999-01-09 | WTA Hope Island   | hardcourt     | Patty Schnyder          | 6-4, 6-7, 2-6  | details |
| 16.              | 1999-05-02 | WTA Hamburg       | gravel        | Venus Williams          | 0-6, 3-6       | details |
| 17.              | 1999-05-09 | WTA Rome          | gravel        | Venus Williams          | 4-6, 2-6       | details |
| 18.              | 1999-10-10 | WTA Filderstadt   | hardcourt (i) | Martina Hingis          | 4-6, 1-6       | details |
| 19.              | 2004-02-15 | WTA Parijs        | tapijt (i)    | Kim Clijsters           | 2-6, 1-6       | details |
| 20.              | 2005-06-05 | Roland Garros     | gravel        | Justine Henin-Hardenne  | 1-6, 1-6       | details |
| 21.              | 2005-09-11 | US Open           | hardcourt     | Kim Clijsters           | 3-6, 1-6       | details |
| 22.              | 2005-11-13 | WTA Championships | hardcourt (i) | Amélie Mauresmo         | 7-5, 6-7, 4-6  | details |
| 23.              | 2006-02-12 | WTA Parijs        | tapijt (i)    | Amélie Mauresmo         | 1-6, 6-7       | details |

### WTA-finaleplaatsen vrouwendubbelspel
| nr.              | finale     | toernooi          | ondergrond | partner           | tegenstandsters                        | score         |         |
| ---------------- | ---------- | ----------------- | ---------- | ----------------- | -------------------------------------- | ------------- | ------- |
| gewonnen finales |            |                   |            |                   |                                        |               |         |
| 01.              | 1991-07-14 | WTA Palermo       | gravel     | Petra Langrová    | Laura Garrone Mercedes Paz             | 6-3, 6-7, 6-3 | details |
| 02.              | 1996-09-22 | WTA Nichirei      | hardcourt  | Amanda Coetzer    | Park Sung-hee Wang Shi-ting            | 6-3, 7-6      | details |
| 03.              | 1997-05-04 | WTA Hamburg       | gravel     | Anke Huber        | Ruxandra Dragomir Iva Majoli           | 2-6, 7-6, 6-2 | details |
| 04.              | 1998-04-12 | WTA Amelia Island | gravel     | Sandra Cacic      | Barbara Schett Patty Schnyder          | 7-6, 4-6, 7-6 | details |
| 05.              | 1998-10-25 | WTA Moskou        | tapijt (i) | Natallja Zverava  | Lisa Raymond Rennae Stubbs             | 6-3, 6-4      | details |
| 06.              | 1999-08-22 | WTA Toronto       | hardcourt  | Jana Novotná      | Larisa Neiland Arantxa Sánchez Vicario | 6-3, 2-6, 6-3 | details |
| 07.              | 1999-11-07 | WTA Leipzig       | tapijt (i) | Larisa Neiland    | Jelena Lichovtseva Ai Sugiyama         | 6-4, 6-3      | details |
| 08.              | 2000-02-06 | WTA Tokio         | tapijt (i) | Martina Hingis    | Alexandra Fusai Nathalie Tauziat       | 6-4, 6-1      | details |
| 09.              | 2000-06-11 | Roland Garros     | gravel     | Martina Hingis    | Virginia Ruano Pascual Paola Suárez    | 6-2, 6-4      | details |
| 10.              | 2003-08-10 | WTA Los Angeles   | hardcourt  | Rennae Stubbs     | Jelena Bovina Els Callens              | 6-3, 6-3      | details |
| verloren finales |            |                   |            |                   |                                        |               |         |
| 1.               | 1990-12-02 | WTA São Paulo     | gravel     | Luanne Spadea     | Bettina Fulco Eva Švíglerová           | 5-7, 4-6      | details |
| 2.               | 1992-11-15 | WTA Philadelphia  | tapijt (i) | Conchita Martínez | Gigi Fernández Natallja Zverava        | 1-6, 3-6      | details |
| 3.               | 1994-02-20 | WTA Parijs        | tapijt (i) | Andrea Temesvári  | Sabine Appelmans Laurence Courtois     | 4-6, 4-6      | details |
| 4.               | 2000-01-15 | WTA Sydney        | hardcourt  | Martina Hingis    | Julie Halard-Decugis Ai Sugiyama       | 0-6, 3-6      | details |
| 5.               | 2000-01-30 | Australian Open   | hardcourt  | Martina Hingis    | Lisa Raymond Rennae Stubbs             | 4-6, 7-5, 4-6 | details |
| 6.               | 2003-06-21 | WTA Rosmalen      | gras       | Nadja Petrova     | Jelena Dementjeva Lina Krasnoroetskaja | 6-2, 3-6, 4-6 | details |

## Fed Cup
Winst in de Fed Cup met het Franse team:
- 1997
- 2003

## Resultaten grandslamtoernooien
| Legenda | Legenda                          |
| ------- | -------------------------------- |
| g.t.    | geen toernooi gehouden           |
| l.c.    | lagere categorie                 |
| –       | niet deelgenomen                 |
| G       | uitgeschakeld in de groepsfase   |
| 1R      | uitgeschakeld in de eerste ronde |
| 2R      | uitgeschakeld in de tweede ronde |
| 3R      | uitgeschakeld in de derde ronde  |
| 4R      | uitgeschakeld in de vierde ronde |
| KF      | uitgeschakeld in de kwartfinale  |
| HF      | uitgeschakeld in de halve finale |
| F       | de finale verloren               |
| W       | het toernooi gewonnen            |
| w-v     | winst/verlies-balans             |

### Enkelspel
| Toernooi        | 1990 | 1991 | 1992 | 1993 | 1994 | 1995 | 1996 | 1997 | 1998 | 1999 | 2000 | 2001 | 2002 | 2003 | 2004 | 2005 | 2006 |
| --------------- | ---- | ---- | ---- | ---- | ---- | ---- | ---- | ---- | ---- | ---- | ---- | ---- | ---- | ---- | ---- | ---- | ---- |
| Australian Open | –    | –    | –    | KF   | 4R   | W    | 2R   | F    | KF   | KF   | 4R   | 3R   | 1R   | 2R   | –    | 1R   | 2R   |
| Roland Garros   | 2R   | 3R   | 4R   | 4R   | F    | 4R   | 3R   | 4R   | 2R   | 2R   | W    | –    | KF   | 1R   | 3R   | F    | –    |
| Wimbledon       | –    | –    | –    | –    | –    | 2R   | KF   | 4R   | 1R   | 4R   | 2R   | –    | 3R   | 4R   | 1R   | KF   | –    |
| US Open         | –    | 3R   | 4R   | 4R   | KF   | 3R   | –    | 4R   | 4R   | KF   | 4R   | –    | 1R   | 4R   | 4R   | F    | 3R   |

### Vrouwendubbelspel
| Toernooi        | 1990 | 1991 | 1992 | 1993 |    | 1997 | 1998 | 1999 | 2000 | 2001 | 2002 | 2003 | 2004 | 2005 |
| --------------- | ---- | ---- | ---- | ---- | -- | ---- | ---- | ---- | ---- | ---- | ---- | ---- | ---- | ---- |
| Australian Open | –    | –    | –    | 1R   | 1R | –    | 1R   | F    | 3R   | –    | KF   | –    | –    |      |
| Roland Garros   | –    | KF   | KF   | 1R   | 2R | 1R   | HF   | W    | –    | –    | –    | –    | 2R   |      |
| Wimbledon       | –    | –    | –    | –    | 1R | 1R   | –    | 2R   | –    | 3R   | –    | 3R   | –    |      |
| US Open         | 2R   | 1R   | 1R   | –    | 2R | 1R   | HF   | 3R   | –    | –    | 3R   | –    | –    |      |